# Помнят с горечью древляне
«По́мнят с го́речью древля́не» — песня российской рок-группы «Король и Шут» из альбома «Герои и Злодеи», выпущенного в 2000 году. Песня часто исполнялась группой в 2004—2005 годах. В 2005 году акустическая версия песни была исполнена в программе «Кухня» на ТВЦ.

## История
Песня повествует о любви романтика Демьяна (вероятно, из древлянских или других восточнославянских племён) к фее-повелительнице мух: для того, чтобы завоевать сердце феи мух, Демьян сотворил ей идола, устраивал жертвоприношения и призывал людей поклоняться мухам по требованию феи. Оказалось, что фея не рождена для любви, а Демьян до этого убивал мух, за что был ими же ритуально съеден.
Композиция вошла в альбом «Герои и Злодеи», который музыканты хотели сделать разноплановым. Михаил Горшенёв и Александр Балунов в материале для новой пластинки насчитали 5 различных стилей. Согласно сленгу музыкантов «Короля и Шута», песня «Помнят с горечью древляне» была написана в стиле «медляк» или «блюз». Музыку для композиции написал Михаил Горшенёв. Александр Балунов предложил Якову Цвиркунову идею для гитарного соло — оно должно было повторять вокальную мелодию куплета (по аналогии с американской группой Nirvana), что и было воплощено в жизнь.
Андрей Князев долго работал над текстом песни, несколько раз переделывал его уже на репетиционной точке. Сюжет был непростой, и автор до последнего не знал, чем закончится песня. А. Князев несколько раз хотел переписать текст с нуля. В итоге стихи к песне получились весьма удачными.

## Факты
- Песня занимала 1 место в «Чартовой дюжине».
- Песня заняла 6 место в итоговой «Чартовой дюжине» 2001 года.

## Участники записи
- Михаил Горшенёв (Горшок) — вокал, музыка
- Андрей Князев (Князь) — гитара, бэк-вокал, стихи.
- Александр Балунов (Балу) — бас-гитара, бэк-вокал.
- Александр Щиголев (Поручик) — ударные.
- Яков Цвиркунов — гитара, бэк-вокал.
- Мария Нефёдова — скрипка.

## Экранизация песни
Сюжет песни был экранизирован в третьей серии российского сериала «Король и Шут», снятого в 2023 году и повествующего как об истории группы, так и о сказочных персонажах из песен коллектива. В сюжете сериала в Фею Мух влюбляется сам Горшок (его играет актёр Константин Плотников), а саму Фею играет актриса Валери Зоидова — она же в сериале исполнила роль первой жены Михаила Горшенёва, Анфисы Крючковой.